# Heinz Dieterich Steffan
Heinz Dieterich Steffan (Rotenburg an der Wümme, Baixa Saxònia, 1943) és un sociòleg i politòleg alemany resident a Mèxic. Conegut pel seu compromís polític des de posicions d'esquerres i socialistes, ha escrit nombrosos assaigs, col·labora amb incomptables publicacions i fou assessor del president veneçolà Hugo Chávez.

## Vida
Després de completar els seus estudis de sociologia a Frankfurt del Main i Bremen, Heinz Dieterich ha viscut i exercit la seva professió a Llatinoamèrica. Des de 1977 és professor de Sociologia i Metodologia a la Universidad Autónoma Metropolitana a Mèxic. Des de llavors s'ha mostrat altament interessat en la política i els moviments socials de Llatinoamèrica, escrivint llibres i articles al respecte.
És considerat com una de les figures més excel·lents de la Nova Escola de Bremen de Sociologia, implementant principis de cibernètica, mecànica quàntica i el principi d'equivalència a l'esmentada disciplina.
L'any 1996 va contribuir a la creació del mitjà informatiu alternatiu Rebelión, del qual és col·laborador habitual.

## Aportacions ideològiques
Dieterich és un dels referents de major rellevància a l'hora d'analitzar la deriva teòrico-pràctica de l'esquerra anticapitalista de tradició marxista posterior a la caiguda de l'URSS. Les seves aportacions suposen una alternativa a la manca d'un projecte de construcció econòmica, política i social que va patir el moviment altermundista sorgit durant la dècada dels anys 90.
A la seva obra Socialisme del Segle XXI explica la base teòrica del socialisme del segle xxi, la qual troba la seva aplicació pràctica més directa en el procés revolucionari de Veneçuela i, en menor mesura, en els seus homòlegs a Bolívia i l'Equador. El mateix Dieterich fou assessor governamental del govern bolivarià de Veneçuela.
Una altra de les seves obres d'especial interès, L'Aldea Global, escrita conjuntament amb Noam Chomsky, és un llibre en contra del sistema capitalista i el pensament únic. Aquest llibre va ser promocionat pràcticament a nivell mundial quan el president de Veneçuela, Hugo Chávez, el va anomenar en un discurs davant de l'ONU.